# Keith Powell
Keith Powell est un acteur, réalisateur et scénariste américain né en 1979 à Philadelphie en Pennsylvanie.

## Filmographie

### Acteur

#### Cinéma
- 2009 : La Nuit au musée 2 : un des pilotes des Tuskegee
- 2010 : Armless : le réceptionniste de l'hôtel
- 2013 : Syrup : Cameron
- 2015 : My Name Is David : David
- 2016 : Odd Squad: The Movie : Keith l'étrange
- 2019 : The Way We Weren't : Dan
- 2019 : Arnaqueurs associés : Mike
- 2020 : To the Beat! Back 2 School : M. Richards
- 2020 : Marvelous and the Black Hole : Leo
- 2021 : The Beta Test : Terrance

#### Télévision
- 2003 : New York, section criminelle : Gregg Monroe (1 épisode)
- 2005 : New York, police judiciaire : Mike (1 épisode)
- 2006-2013 : 30 Rock : Toofer et Sammy Davis Jr. (130 épisodes)
- 2007 : Judy's Got a Gun : Brad Wilkes
- 2008 : Keith Powell Directs a Play : lui-même (8 épisodes)
- 2009 : Reno 911, n'appelez pas ! : le noir innocent (1 épisode)
- 2012 : NCIS : Los Angeles : Robert Pierce (1 épisode)
- 2014 : The Newsroom : Wyatt Geary (2 épisodes)
- 2014-2015 : About a Boy : Richard (6 épisodes)
- 2015 : Truck'd Up : Fish
- 2015 : Self Promotion : Bo Banks
- 2015-2016 : These People : Dr Maher (4 épisodes)
- 2016 : RIP : Fauchés et sans repos : Cashier et Lonathan (1 épisode)
- 2017 : LaGolda : Dante
- 2018 : Cape Kids : Acer (1 épisode)
- 2019 : Better Things : lui-même (1 épisode)
- 2019 : Lucifer (1 épisode)
- 2019 : The Room Actors: Where Are They Now? : Norman (1 épisode)
- 2020 : Grace et Frankie : Jordan (1 épisode)
- 2020 : Connecting... : Garrett (8 épisodes)
- 2020-2021 : This Is Us : Dr Vance (2 épisodes)

### Réalisateur
- 2008-2009 : Keith Powell Directs a Play (2 épisodes)
- 2012 : Nate and Abe
- 2014 : People We Meet
- 2015 : Keith Broke His Leg
- 2018 : Superstore (1 épisode)
- 2019 : Sophie's Quinceañera
- 2019 : Convenience
- 2020 : Dosed

### Scénariste
- 2008-2009 : Keith Powell Directs a Play (8 épisodes)
- 2012 : Nate and Abe
- 2014 : People We Meet
- 2015 : Keith Broke His Leg
- 2015 : My Name Is David
- 2017 : LaGolda (1 épisode)
- 2019 : Sophie's Quinceañera